# Aleksander Jaroslavič Nevski
Sveti Aleksander Jaroslavič Nevski (rusko Алекса́ндр Яросла́вич Не́вский, starocerkvenoslovansko Ѡлександръ кнѧз̑), novgorodski knez, vladimirski veliki knez in pravoslavni svetnik, * 13. maj 1220, Pereslavelj-Zalesski, Rusija, † 14. november 1263, Gorodec, Rusija.
Nevski velja za ključno osebnost srednjeveške Rusije. Bil je pravnuk vladimirskega velikega kneza Vsevoloda Velikega Gnezda in je zaradi svojih vojaških zmag nad nemškimi napadalci ter modre spravljive politike do močne mongolske Zlate horde dosegel status legendarne osebnosti.
Po njem se imenuje jedrska podmornica Aleksandr Nevski.

## Aleksander kot vojskovodja
Aleksander Nevski je bil drugi sin perejaslavelj-zaleskega kneza Jaroslava II. Vsevolodoviča (*1191; † 1246), ki je bil od leta 1238 tudi veliki knez Vladimira. Leta 1236 so novgorodske oblasti imenovale Aleksandra za kneza Novgoroda, kar je v republiški ureditvi države pomenilo imenovanje za vojaškega poveljnika novgorodske vojske.
Leta 1240 so Švedi zavzeli ozemlje ob ustju reke Neve, ki si ga je lastil tudi Novgorod, in s tem Novogorodčanom onemogočili dostop od Baltiškega morja. Spopad je bil neizogiben. Aleksander ni čakal na pomoč iz sosednje Suzdalije, ampak je samo z novgorodsko vojsko napadel Švede pri sotočju Izore in Neve in jih premagal. Zmaga je naredila velikanski vtis po vsej Rusiji, še posebej, ker je prišla tri leta po uničujoči mongolski zasedbi.
Devetnajstletnemu Aleksandru je prinesla vzdevek Nevski in mu dala veliko politično težo. Začel se je vmešavati v notranje zadeve republike, zato so ga po nekaj mesecih izgnali.
A že leta 1242 je Novgorod ogrozila nova vojaška nevarnost. Tevtonski viteški red je v svoji vnemi širjenja katolicizma začel prodirati na rusko ozemlje. Vitezi so zavzeli Pskov, Vož in Tesov in že ogrožali Novgorod. Novgorodske oblasti so ponovno poslale po Nevskega. Spomladi 1241 se je vrnil iz pregnanstva, zbral vojsko in 5. aprila 1242 na ledu Čudskega jezera z vojsko pešcev premagal vojsko vitezov na konjih in v oklepih. To je bila versko zagrizena bitka na življenje ali smrt. Rusi so bili slabo opremljeni in oboroženi, a so branili svoj narodni ponos in pravoslavno vero.
Tudi obdobje med letoma 1249 in 1256 je bilo izpolnjeno z vojnami s Švedi in viteškimi redovi. Vojna sreča je bila enkrat na eni in drugič na drugi strani.

## Aleksander kot politik
Leta 1246 je na povratku iz Azije umrl Alesandrov oče, ki je pri velikem kanu uveljavil svoj naslov velikega kneza Vladimira. Pojavilo se je vprašanje njegovega nasledstva. Papež Inocenc IV. je Aleksandra nagovarjal, naj se postavi na čelo križarske vojske proti Mongolom. Aleksander je ponudbo odklonil. Zavedal se je tatarske vojaške moči in vedel, da je razumna edino politika sodelovanje s Tatari. Zato je skupaj z mlajšim bratom Andrejem (*1222; † 1264) odpotoval v Saraj Batu h kanu Batuju, da se mu pokloni. Batu je poznal Aleksandrove zmage in mu je bil naklonjen, a o mestu velikega kneza ni želel odločiti sam in je brata poslal naprej v Azijo k velikemu kanu Güyüku. Ta je v nasprotju z običaji podelil naslov velikega kneza Vladimira mlajšemu bratu, Andreju; potrdil je Aleksandrov naslov kneza Novgoroda in razširil območje njegovega vpliva tudi na Kijev in vso južno Rusijo (na Černigovsko in Perejeslavsko kneževino).
Doma se je začel Andrej povezovati s Tatarom sovražnimi ruskimi knezi in z zahodnimi deželami ter voditi protitatarsko politiko, ki jo je imel Aleksander za pogubno. Zato je Nevski spet odpotoval v Saraj in zatožil brata Batuju, ki je leta 1247 Andreja odstavil in za velikega kneza Vladimira imenoval Aleksandra. Poslal je vojsko, ki je zamenjavo uveljavila. Andrej je pobegnil na Poljsko in potem na Švedsko. Aleksander je na položaj kneza Novgoroda postavil svojega sina Vasilija in s tem prekršil novgorodski zakon, po katerem so imeli meščani sami pravico izbirati svojega kneza. Upor, ki je zaradi tega izbruhnil, je zadušil s silo.
Položaj Aleksandra Nevskega je leta 1255 zelo otežila Batujeva smrt. Novi kan Berke je zahteval ponoven popis prebivalstva in premoženja in zanj zadolžil Aleksandra Nevskega. V Novgorodu, kjer dotlej popisa še ni bilo, je zahteva povzročila izredno razburjenje. Aleksandru se je uprl celo sin, tako da ga je dal leta 1259 za nekaj časa zapreti. Šele ko so se proti Novgorodu začele pomikati tatarske čete, so meščani popustili. Upori so izbruhnili tudi v Vladimiru, Rostovu in Suzdaliji; Nevskemu je nekako uspelo, da jih je do leta 1262 umiril. Tedaj pa je dobil od Tatarov zahtevo, da jim za invazijo, načrtovano v Iran, zagotovi ruske pomožne čete, kar je Aleksander odklonil. Ker se je bal tatarskega maščevanja, se je ponovno odpravil v Saraj, da kanu Berkeju dokaže svojo lojalnost. Tam se je zadržal eno leto. Na poti domov je novembra 1263 v Gorodcu zbolel in umrl.

## Pomen Aleksandra Nevskega
Aleksander Nevski je poznan po svojih vojaških zmagah, veliko manj pa po politični iznajdljivosti, ki jo je pokazal v odnosih do Tatarov. Njegov položaj je bil izredno težak. Večina ruskih knezov se je želela Tatarom ponosno a brezglavo upreti. Aleksandru so očitali, da ni dovolj rodoljuben in da je preveč hlapčevski. Zlasti je bil v težkem položaju tedaj, ko je moral ščititi tatarske popisovalce in miriti upore proti njim. Šele kasneje se je pokazala vsa koristnost Aleksandrove politike. Vsaj tisti del Rusije, ki ga je imel v oblasti, je uspel zaščititi pred novimi napadi Tatarov. Ta ozemlja so plačevala znatno manjši davek kot drugi Rusi in jim ni bilo treba novačiti svojih ljudi za tatarsko vojsko. Mir je omogočal obnovo dežele, gradnjo utrdb in cerkva. Novgorod, na katerega ozemlju Tatarov ni bilo, je ravno v času Aleksandra Nevskega doživel svoj popoln trgovski razcvet.
Aleksandrova politika je godila tudi ruski pravoslavni Cerkvi, ki je kar dobro sodelovala s Tatari, ki se v njeno delovanje niso vmešavali, niso ji nalagali davkov in so ji bili dokaj naklonjeni. S tem ko je Nevski nastopil proti knezom, ki so se skušali povezati z zahodom, je tudi ščitil pravoslavno cerkev pred agresivnim katolicizmom. Cerkev ga je za zasluge leta 1381 povzdignila v lokalnega svetnika in leta 1547 v svetnika ruske pravoslavne cerkve. Aleksandru Nevskemu so posvečene številne cerkve in samostani.
Legende o Nevskem so krepile rusko narodno zavest vse do dvajsetega stoletja. Cesarica Katarina I. je leta 1725 vpeljala odlikovanje red Aleksandra Nevskega. Leta 1942, v najtežjih trenutkih druge svetovne vojne, ko je Nemčija prodrla globoko v Sovjetsko zvezo, je Stalin Nevskega proglasil za narodnega heroja in ustanovil vojaško odlikovanje z njegovim imenom. Po Nevskem so poimenovane mnoge ceste, ladje ter drugi objekti in institucije.

## Družina Aleksandra Nevskega
Aleksander Nevski se je leta 1238 poročil s hčerko kneza Polocka in Vitebska, katere imena ne poznamo; nekateri zgodovinarji jo imenujejo kar Aleksandra. Imela sta vsaj pet otrok:
- Vasilij (okrog 1239–1271), knez Novgoroda
- Evdokija ∞ Konstantin Rostislavič, knez Smolenska.
- Dimitrij, knez Perejaslavelj-Zaleskega (okrog 1250–1294), veliki knez Vladimira (1277–1281 in 1283–1293)
- Andrej, knez Gorodca (okrog 1255–1304), veliki knez Vladimira (1282–1283, 1293–1304)
- Daniel, knez Moskve (1261–1303).

## Potem
Nasledniki Aleksandru Nevskemu niso bili po dejanjih in ugledu niti malo enakovredni, vseeno pa so se, v medsebojnih bojih in na obiskih pri Tatarih, vneto potegovali za naziv velikega kneza, ki pa ni imel več povezovalne moči.
Na položaju velikega kneza Vladimira je Nevskega nasledil njegov brat, tverski knez Jaroslav III. Jaroslavič (1264–1272), njega pa še mlajši brat Vasilij Jaroslavič Kostromski (1272–1277). Leta 1277 je nastal razkol tudi znotraj Zlate horde.

V nastali zmedi, polni spletk in spopadov, sta prišla na položaj velikega kneza po dvakrat sinova Aleksandra Nevskega, perejaslaveljski knez Dimitrij Aleksandrovič (1277–1281, 1283–1293) in gorodeški (suzdaljski) knez Andrej Aleksandrovič (1281–1283, 1293–1304). Po njegovi smrti so Tatari postavili za velikega kneza tverskega kneza Mihaela Jaroslaviča (1305–1318). Dotlej pa je najmlajši sin Aleksandra Nevskega, Danijel, že ustanovil Moskovsko kneževino, ki se je naglo krepila. Njeni knezi so si priborili položaj velikega kneza Vladimira in začeli pod svojo oblastjo združevati ruska ozemlja.